# Comuna Kutkivți, Cemerivți
Kutkivți (în ucraineană Кутківці) este o comună în raionul Cemerivți, regiunea Hmelnîțkîi, Ucraina, formată din satele Dubivka și Kutkivți (reședința).

## Demografie
Componența lingvistică a comunei Kutkivți
     Ucraineană (98,63%)
     Rusă (1,18%)
     Alte limbi (0,12%)
Conform recensământului din 2001, majoritatea populației comunei Kutkivți era vorbitoare de ucraineană (98,63%), existând în minoritate și vorbitori de rusă (1,18%).